# Давид III Великий

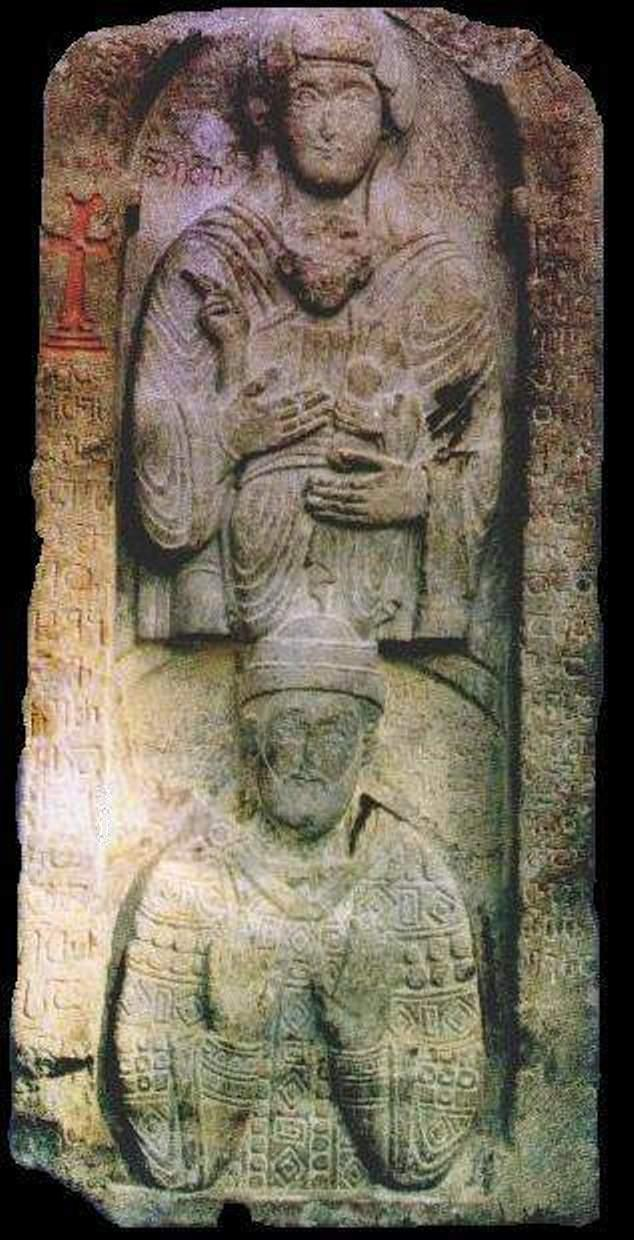
Давид III Багратіоні

Давид III Багратіоні (930–1001) — грузинський цар Тао-Кларджеті з 966 до 1001 року. Походив з династії Багратіоні. Мав прізвисько Куропалат, як і його батько.

## Життєпис
Був сином володаря Кларджеті Адарнасе III Куропалата. Почав правити після свого брата Баграта II. Основні свої зусилля Давид III спрямував на закінчення процесу звільнення Грузії від арабських загарбників з наступним об'єднанням країни. Для цього він уклав союз з Візантійською імперією.
Давид III Багратіоні надав значну підтримку імператорові Візантії Василю II під час придушення повстання Варда Скліра у 976—979 роках. Саме 12000 грузинських вояків допомогли візантійському військовику Варді Фоці розгромити війська Варди Скліра у Малій Азії 24 березня 979 року поблизу сучасної Кейсарії. Загроза скинення Василя II з трону була відведена. За це Давид III отримав територію навколо міста Феодосіополя (сучасна Ерзерумська область в Туреччині). До того ж грузинська знать запросила його зайняти трон Картлі.
Після цього грузинськими військами були зайняті значні території сучасної Грузії, Вірменії та Азербайджану. Не маючи дітей Давид III вирішив заповісти владу небогові Баграту, якого він коронував у 975 році царем Картлі, зробивши таким чином співволодарем. Давид III Багратіоні зумів зберегти усі захоплені землі від зазіхань Візантії, Багдадського халіфату. У 987 році він підтримав повстання візантійського претендента Варди Фоки проти імператора Василя II, проте Фока зазнав невдачі й загинув при Абідосі. В цій ситуації Давид III визнав свою залежність від Візантії, сподіваючи виграти час. З іншого боку утворилася коаліція правителів дрібних держав Кавказу, які у 996 році розпочали наступ на державу Давида III (він перед тим захопив місто Манаскерт). Проте Давид зміг розбити війська своїх супротивників.
Помер 1001 року. Йому спадкував небіж Гурген II.